# Pârâul Străjii
Pârâul Străjii este un curs de apă, afluent al râului Prașca.

## Hărți
- Harta județului Suceava
- Harta Munții Rarâu-Giumalău  Arhivat în 15 iunie 2009, la Wayback Machine.
- Harta Munții Rarău [nefuncțională – arhivă]
- Harta Obcinele Bucovinene  Arhivat în 30 iulie 2009, la Wayback Machine.